# Миккельсен, Якуп
Якуп Ми́ккельсен (фар. Jákup Nolsøe Mikkelsen; 14 августа 1970, Клаксвуйк, Фарерские острова) — фарерский футболист и футбольный тренер. Выступал на позиции вратаря. Занимает второе место по количеству сыгранных за национальную сборную матчей — 73.

## Карьера

### Клубная
В 2000 году в составе Херфёльге завоевал золотые медали Супелиги, став первым фарерским футболистом, выигравшим чемпионат другой страны.
18 сентября 2016 года Миккельсен провел один матч, сохранив ворота в неприскосновенности в матче с Б68, завершившимся со счетом 2:0. В оставшихся пяти матчах числился в заявке, но на поле не появлялся.

### В сборной
Был заявлен за сборную Фарер в их дебютном матче на международной арене после вступления в ФИФА против Исландии в 1988 году, однако на поле не вышел. Дебют за национальную команду состоялся в 1995.
После окончания отборочного цикла к Чемпионату мира по футболу 2010 заявил о завершении карьеры в сборной, однако в 2012 принял участие в двух матчах квалификационного раунда Чемпионата Европы 2012 из-за травмы основного голкипера Гуннара Нильсена.

## Командные награды
- Чемпион Дании: 1999/00

## Индивидуальные награды
- Лучший Вратарь Премьер-лиги Фарерских островов: 2012
- Символическая сборная Премьер-лиги Фарерских островов: 2012